# RTVE

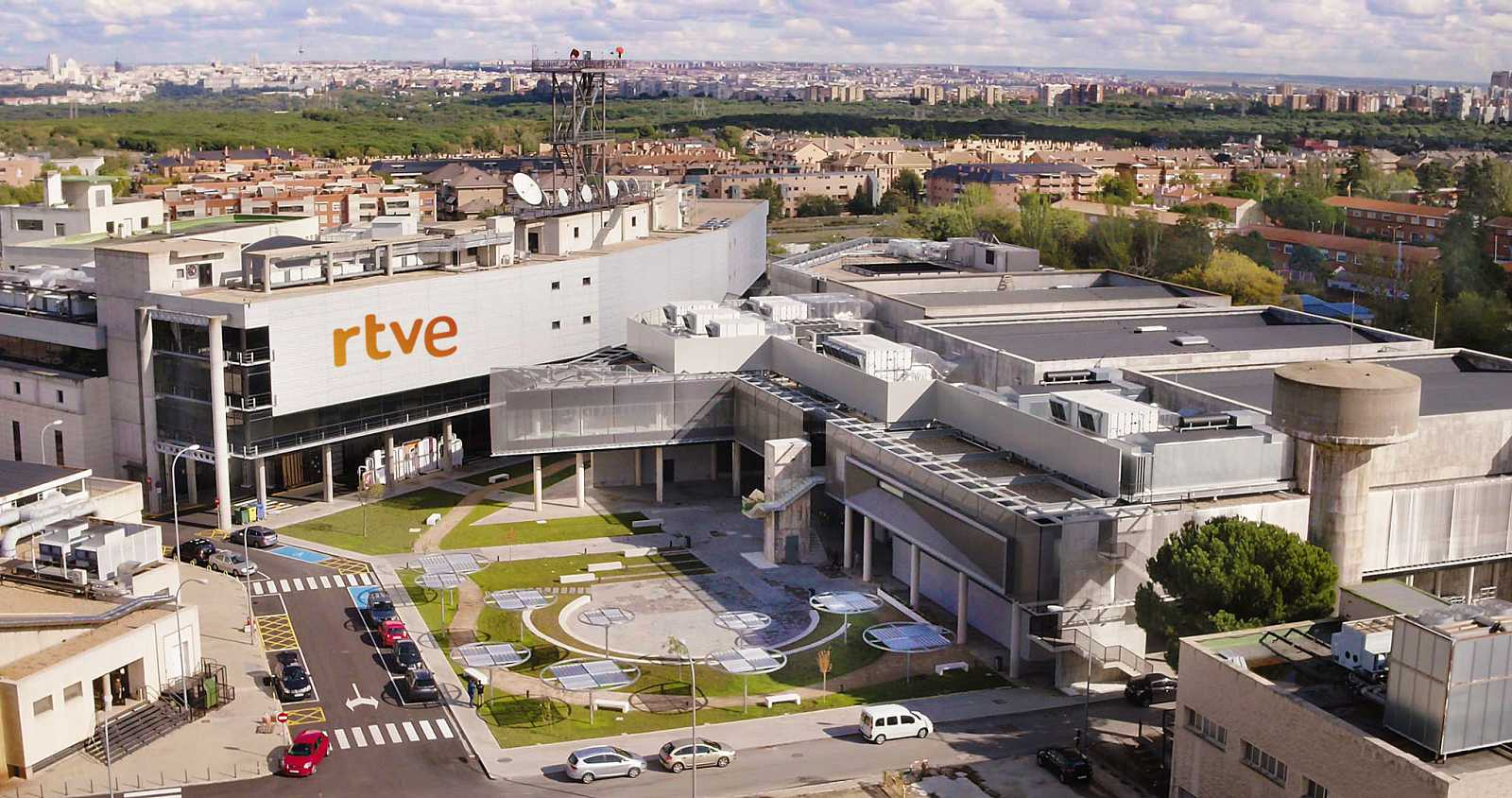
Budynek telewizyjny w Prado del Rey, Pozuelo de Alarcón

Corporación de Radio y Televisión Española, S.A., znana również jako Radiotelevisión Española (Korporacja Radia i Telewizji Hiszpańskiej S.A., Radiotelewizja Hiszpańska) lub pod skrótem RTVE – komitet radiotelewizyjny działający w Hiszpanii od roku 1957. W skład grupy RTVE wchodzą dwie korporacje: Televisión Española i Radio Nacional de España.
Nadawca objął w 2007 roku pośrednie zarządzanie hiszpańską publiczną usługą radiowo-telewizyjną, dawniej znaną jako Ente Público Radiotelevisión Española. RTVE jest członkiem Europejskiej Unii Nadawców.

## Kanały telewizyjne
Własna usługa telewizyjna RTVE jest objęta działem Televisión Española (TVE). Wszystkie kanały TVE są nadawane w języku hiszpańskim, z wyjątkiem audycji w języku katalońskim w La 1 i La 2 na terytorium Katalonii produkowanych przez TVE Catalunya.
| Logo | Kanał i opis |
| ---- | --- |
|      | La 1 (dawniej TVE1, La Primera): kanał o charakterze ogólnym, nadający głównie wiadomości, programy informacyjne, filmy dokumentalne, magazyny, seriale telewizyjne, filmy (zwłaszcza filmy hiszpańskie i amerykańskie) oraz niektóre zawody sportowe. Był to pierwszy kanał telewizyjny w Hiszpanii, a obecnie jest trzecim najczęściej oglądanym kanałem w kraju. |
|      | La 2 (dawniej TVE2, Segunda Cadena): nadaje głównie programy kulturalne, północnoamerykańskie seriale telewizyjne, filmy dokumentalne, filmy hiszpańskie i europejskie, wiadomości, debaty i musicale. Oferuje inne aspekty niż jego siostrzany kanał La 1. |
|      | 24h: całodobowy kanał informacyjny utworzony w 1997 roku. Nadaje relacje informacyjne, debaty, analizy, wywiady, a także wiadomości. Był to pierwszy 24-godzinny kanał informacyjny w Hiszpanii. |
|      | Clan: kanał dla dzieci, ale oferuje również programy skierowane do nastolatków w godzinach wieczornych i powtarza treści z innych kanałów we wczesnych godzinach porannych. |
|      | Teledeporte: transmituje zawody sportowe, które nie mogą być transmitowane w La 1 i La 2 z powodu braku zainteresowania publiczności. |
|      | TVE Internacional: międzynarodowy kanał telewizyjny. Został utworzony w 1989 roku i nadaje treści TVE na całym świecie. |
|      | Star HD: Międzynarodowy kanał telewizyjny o tematyce rozrywkowej, nadawany drogą satelitarną do Ameryki Łacińskiej i Europy. Uruchomiony w 2016 roku. |
| Logo | Kanał i opis |
|      | Canal AluCine: Oparty na programie AluCine nadawanym przez stację La 1 , jego program obejmował filmy i seriale grozy, science fiction i fantasy. Kanał został zamknięty we wrześniu 2000 roku z powodu niskiej oglądalności. |
|      | Cine Paraíso: Kanał ten, którego program opierał się na filmach klasycznych, filmach familijnych i serialach historycznych, zniknął w 2000 roku, podobnie jak Canal Alucine. |
|      | Canal Toros: kanał tematyczny poświęcony walkom byków, stworzony dla platformy Vía Digital . Chociaż nigdy nie powstał jako kanał niezależny, produkował i reklamował transmisje walk byków dla kanału premium Gran Vía . Zaprzestał istnienia w 2002 roku. |
|      | Canal Nostalgia: Jego program opierał się na archiwach TVE, nawiązując do starych programów i seriali wyprodukowanych przez stację, a także innych wydarzeń informacyjnych, sportowych i muzycznych, takich jak OTI i Konkurs Piosenki Eurowizji . Zniknięcie kanału z platform telewizji płatnej ogłoszono w połowie 2005 roku, choć oficjalnie kontynuował on produkcję treści do momentu zastąpienia go przez TVE 50 Años . |
|      | TVE 50 Años: W listopadzie 2005 roku, dzień po oficjalnym zniknięciu Canal Nostalgia , uruchomiono kanał naziemnej telewizji cyfrowej TVE 50 Años . Różnił się on od Nostalgii skróconym programem nadawczym, ponieważ dzielił ramówkę z kanałem dla dzieci Clan , a jego tematyka opierała się na dniach tygodnia. Kanał zniknął 1 stycznia 2007 roku |
|      | Docu : kanał o charakterze kulturalnym, który narodził się jako Grandes Documentales Hispavisión w październiku 1994 roku i którego główną treścią był gatunek dokumentalny. Zniknął w 2009 roku, ustępując miejsca nowemu kanałowi Cultural·es , produkowanemu przez samą stację TVE i Ministerstwo Kultury . |
|      | Clásico : Kanał z muzyką klasyczną, operą, jazzem i zarzuelą, nadawany za pośrednictwem platform kablowych i satelitarnych. Planowano połączyć go z Cultural·es , gdy ten drugi miał być nadawany w naziemnej telewizji cyfrowej (DTT) , ale po anulowaniu uruchomienia tego kanału, fuzja również została anulowana. Kanał był dostępny za pośrednictwem platformy Digital+ i operatorów kablowych do momentu zakończenia nadawania 1 września 2010 roku. |
|      | Cultural·es : kanał tematyczny o tematyce kulturalnej, utworzony w 2009 roku z połączenia Clásico i Docu . Nadawał w telewizji kablowej i satelitarnej, a po wyłączeniu analogowej miał zostać włączony do naziemnej telewizji cyfrowej . Jednak kanał nigdy nie został uruchomiony w telewizji bezpłatnej i ostatecznie w 2010 roku jego programy zostały włączone do oferty programowej La 2. Cultural·es był dostępny za pośrednictwem Canal+ , Movistar TV i innych operatorów kablowych. 1 września 2010 roku zniknął z D+ , a 1 stycznia 2011 roku na stałe zaprzestał produkcji. Obecnie nadaje tylko online. Nie jest nadawany za pośrednictwem satelity ani żadnej innej platformy telewizyjnej, ani nie jest nadawany za pośrednictwem żadnego operatora kablowego. |
|      | TVE HD : poprzednik obecnego TVE UHD , był kanałem wysokiej rozdzielczości TVE. Rozpoczął nadawanie za pośrednictwem satelity w ramach oferty Digital+ w 2008 roku, zbiegając się z Igrzyskami Olimpijskimi , a później dołączył do bezpłatnej cyfrowej telewizji naziemnej . Nadawał seriale, filmy, programy i zawody sportowe w formacie HD, wcześniej nadawane na La 1 , La 2 i Teledeporte (a czasami w simulcast z nimi). Od 2009 roku retransmitował Konkurs Piosenki Eurowizji , a od 2011 roku na żywo. Rozpoczął nadawanie w 1080i, a później przyjął rozdzielczość 720p przy 50 klatkach na sekundę, zgodnie z zaleceniami EBU . Dźwięk był w formacie Dolby Digital Plus . Zaprzestał nadawania 31 grudnia 2013 roku, a został zastąpiony przez La 1 HD.          |

## Stacje radiowe
Stacje radiowe RTVE podlegają oddziałowi Radio Nacional de España (RNE).
| Logo | Stacja i opis |
| ---- | --- |
|      | Radio Nacional (dawniej Radio 1): ogólna stacja radiowa RTVE. Obejmuje głównie wiadomości i inne programy. Zaczął nadawać w 1937 roku. |
|      | Radio Clásica (dawniej Radio 2): nadaje głównie muzykę klasyczną. Rozpoczął nadawanie w 1965 roku. |
|      | Radio 3: nadaje programy kulturalne i alternatywne skierowane do nastolatków. Zaczął nadawać w 1979 roku. |
|      | Ràdio 4: stacja w języku katalońskim skierowana do osób mieszkających w Katalonii. Powstała w 1988 roku. |
|      | Radio 5 (dawniej Radio 5 Todo Noticias): 24-godzinna stacja radiowa. Zaczęła nadawać w 1994 roku. |
|      | Radio Exterior: międzynarodowa stacja nadawcza na falach krótkich, z widownią liczącą 80 milionów słuchaczy. Jest również nadawana przez DAB dla Hiszpanii i przez satelitę. Transmisje nadawane są w języku hiszpańskim, francuskim, arabskim, ladino, portugalskim, rosyjskim i angielskim. |

Korporacja przyczyniła się do produkcji ponad 300 filmów, z których wiele otrzymało nagrody na międzynarodowych festiwalach filmowych na całym świecie. Od 1979 do 1987 roku druga sieć radiowa, znana jako Radiocadena Española była również częścią RTVE. Stacje RCE, w przeciwieństwie do RNE, wyświetlały reklamy. RCE została połączona z RNE w 1989 roku.

## Internet
RTVE oferuje portal internetowy pod adresem rtve.es. Witryna jest zarządzana przez dział interaktywnych mediów RTVE (Interactivos RTVE) i umożliwia użytkownikom słuchanie i oglądanie transmisji na żywo ze stacji radiowych i telewizyjnych sieci. Portal zawiera również blogi i wiadomości. RTVE oferuje również platformę streamingową skierowaną do nastolatków, Playz.